# Tonalità di rosa
|                            |                  |         | sRGB | sRGB | sRGB | CMYK | CMYK | CMYK | CMYK | HSV  | HSV  | HSV  |                                                                        |
| Nome del colore            | Rappresentazione | HEX     | R    | G    | B    | C    | M    | Y    | K    | H    | S    | V    | Descrizione                                                            |
| -------------------------- | ---------------- | ------- | ---- | ---- | ---- | ---- | ---- | ---- | ---- | ---- | ---- | ---- | ---------------------------------------------------------------------- |
| Albicocca pallido          |                  | #FFE6E6 | 255  | 230  | 230  | 0    | 9    | 9    | 0    | 0°   | 9%   | 100% | Variante del colore albicocca                                          |
| Rosa caldo                 |                  | #FF69B4 | 255  | 105  | 180  | 0    | 58   | 29   | 0    | 330° | 58%  | 100% |                                                                        |
| Rosa profondo              |                  | #FF1493 | 255  | 20   | 147  | 0    | 92   | 42   | 0    | 327° | 92%  | 100% |                                                                        |
| Rosa scuro                 |                  | #E75480 | 231  | 84   | 128  | 0    | 63   | 44   | 9    | 342° | 63%  | 90%  | Gradazione di rosa molto desaturata, usata più che altro nella cosmesi |
| Rosa vivo                  |                  | #FF007F | 255  | 0    | 127  | 0    | 100  | 50   | 0    | 330° | 100% | 100% |                                                                        |
| Rosa (colore web)          |                  | FFC0CB  | 252  | 12   | 0    | 0    | 95   | 100  | 1    | 2°   | 100% | 98%  |                                                                        |
| Rosa caldo (colore web)    |                  | FF69B4  | 246  | 155  | 0    | 0    | 36   | 100  | 3    | 37°  | 100% | 96%  |                                                                        |
| Rosa shocking              |                  | FC0FC0  | 192  | 252  | 0    | 23   | 0    | 100  | 1    | 74°  | 100% | 98%  |                                                                        |
| Rosa profondo (colore web) |                  | FF1493  | 241  | 73   | 0    | 0    | 69   | 100  | 5    | 18°  | 100% | 94%  |                                                                        |
| Rosa vivo                  |                  | FF007F  | 240  | 7    | 0    | 0    | 97   | 100  | 5    | 1°   | 100% | 94%  |                                                                        |
| Rosa antico                |                  | E75480  | 117  | 72   | 0    | 0    | 38   | 100  | 54   | 36°  | 100% | 45%  |                                                                        |
| Rosa fenicottero           |                  | FC74FD  | 199  | 79   | 0    | 0    | 60   | 100  | 21   | 23°  | 100% | 78%  |                                                                        |
| Rosa maialino              |                  | FDD7E4  | 221  | 126  | 0    | 0    | 42   | 100  | 13   | 34°  | 100% | 86%  |                                                                        |
| Orchidea                   |                  | E6A8D7  | 106  | 141  | 0    | 24   | 0    | 100  | 44   | 74°  | 100% | 55%  |                                                                        |
| Zucchero filato            |                  | FFBCD9  | 251  | 205  | 0    | 0    | 18   | 100  | 1    | 49°  | 100% | 98%  |                                                                        |
| Rosa incarnato             |                  | FFAACC  | 250  | 172  | 0    | 0    | 31   | 100  | 1    | 41°  | 100% | 98%  |                                                                        |
| Rosa sorbetto              |                  | F780A1  | 120  | 10   | 0    | 0    | 91   | 100  | 52   | 4°   | 100% | 47%  |                                                                        |
| Cocomero selvatico         |                  | FC6C85  | 198  | 200  | 0    | 1    | 0    | 100  | 21   | 60°  | 100% | 78%  |                                                                        |

- Il rosa Baker-Miller (o Drunk Tank pink) è una gradazione di rosa conosciuta per i suoi poteri calmanti. Negli Stati Uniti venne utilizzata dallo scienziato Alexander Schauss per alcuni esperimenti, tra i quali dipingere le celle dei prigionieri con questo tono di rosa allo scopo di limitare la loro aggressività.[2]